# Bezirk Roja
Der Bezirk Roja (Rojas novads) war ein Bezirk in Lettland, der von 2010 bis 2021 existierte. Bei der Verwaltungsreform 2021 wurde der Bezirk aufgelöst, seine Gemeinden gehören seitdem zum Bezirk Talsi.

## Geographie
Der Bezirk lag im Westen des Landes an der Rigaer Bucht.

## Bevölkerung
Ab 2008 bildeten die Gemeinden Roja und Mērsrags eine gemeinsame Verwaltungseinheit, bevor der Gemeinderat 2010 beschloss, einen eigenen novads zu bilden. 2010 lebten 6271 Einwohner im Bezirk, 2016 nur noch 4115 Einwohner.

## Nachweise
1. ↑  Vides aizsardzības un reģionālās attīstības ministrija (Ministerium für Naturschutz und Regionalentwicklung), Karten und Auflistung der Verwaltungseinheiten, abgerufen am 17. Juli 2021
2. ↑  Latvijas iedzīvotāju skaits pašvaldībās (Memento des Originals vom 20. Oktober 2016 im Internet Archive)  Info: Der Archivlink wurde automatisch eingesetzt und noch nicht geprüft. Bitte prüfe Original- und Archivlink gemäß Anleitung und entferne dann diesen Hinweis.,  1. Januar 2016.